# Matthew Ritchie
Matthew Ritchie (* 1964 in London) ist ein britischer Künstler, der in New York lebt und arbeitet. Er arbeitet in den Medien Zeichnung, Malerei, Installation, Skulptur und Videokunst.

## Leben
Matthew Ritchie hat die Camberwell School of Art in London mit einem BFA 1986 abgeschlossen. Er ist mit der Künstlerin und Schauspielerin Garland Hunter verheiratet.

## Werk
Matthew Ritchie positionierte sich seit den 1990er Jahren in der Kunstszene. Seine erste Einzelausstellung Working Model hatte er im Jahr 1995 in der New Yorker Galerie Basilico Fine Arts. Es folgt 1996 eine Einzelausstellungsserie, The Hard Way, die in den Galerien Météo, Paris, Basilico Fine Arts, New York und c/o - Atle Gerhardsen, Oslo stattgefunden hat. Seine Ausstellungen kombinieren schon früh Gemälde, Wandmalerei und Skulptur zu einer komplexen raumgreifenden Metanarration.
Ritchie verknüpft in seinem Werk Inhalte und Erkenntnisse aus christlicher und heidnischer Religion, Philosophie und Wissenschaft, die er zu einer ganz eigenen Kosmologie verschmelzen lässt, die Ausstellungsräume sowie die Möglichkeiten des Internets dienen ihn dabei als Plattform. Der Gedanke, dass alles Information sei, spielt hierbei eine wichtige Rolle. Das erste interaktive Werk des Künstlers, The Hard Way, geht 1996 online, Ritchie stellt darin spielerisch die Charaktere seiner eigenen Mythologie vor. The Hard Way dient als Grundlage für die Arbeit The New Place (2001), die für das SFMOMA entstanden ist, und welche wiederum den Entwurf für Proposition Player (2003, Massachusetts Museum of Contemporary Art) darstellt. 49 Charaktere werden in diesen Werken Schritt für Schritt ausgearbeitet, vervollständigt und für sie eine fiktive Umwelt entworfen.
In einem Interview mit Art: 21 erklärt Ritchie 2005, dass der Arbeit Proposition Player seine eigenen Gedanken zur Spieltheorie und zur Quantenmechanik zu Grunde liegen: “It’s about the idea that in the moment between placing your bet and the result of the bet there is a kind of infinite freedom because all the possibilities are there. "You may already be a winner!" It’s fantastic—you’re like a god! Everything opens up.” Proposition Player fordert die Besucher dazu auf, in diesem Spiel, welches der Künstler entworfen hat mitzuspielen. Dabei wurde ihnen eine Spielkarte ausgehändigt. Jede Karte symbolisiert einen der 49 Charaktere, die zusammen Ritchies Geschichte des gesamten Universums erzählen.
In der Konstruktion komplexer Erzählsysteme funktioniert Matthew Ritchies Werk ähnlich dem von Matthew Barney.

## Ausstellungen
Im Laufe seiner Karriere hatte Matthew Ritchie über 40 Einzelausstellungen. Seine Arbeiten wurden unter anderem im Dallas Museum of Art; dem Contemporary Arts Museum Houston; dem Museum of Contemporary Art (North Miami); dem Massachusetts Museum of Contemporary Art; dem San Francisco Museum of Modern Art; Solomon R. Guggenheim Museum, und dem Museum of Modern Art gezeigt. Ritchie wurde 1997 zur Whitney Biennial eingeladen, 2002 zur Biennale of Sydney, und 2004 zur Biennale von São Paulo. Seit 1990 bereicherten Matthew Ritchies Arbeiten mehr als 100 international erfolgreiche Gruppenausstellungen.

## Buchillustrationen
- Mit Ben Marcus, Text: The Father Costume. Artspace Books, 2002, ISBN 1-891273-03-5.